# Fanny Carlsen
Pour les articles homonymes, voir Carlsen.
Fanny Carlsen est une scénariste active en Allemagne de 1918 à 1932.

## Biographie
On sait très peu de choses sur Fanny Carlsen. Elle naît le 18 septembre 1874 à Varsovie et meurt le 18 décembre 1944 à Paris. Elle a écrit plus d'une cinquantaine de scénarios, notamment pour la société Zelnik-Mara-Film de Friedrich Zelnik, où elle a travaillé très régulièrement.
Fanny Carlsen était d'origine juive et a vraisemblablement quitté l'Allemagne après 1933.

## Filmographie

### Cinéma
- 1918 : Die Liebe des Van Royk
- 1918 : Die tolle Heirat von Laló
- 1919 : Der Herr über Leben und Tod
- 1919 : Der Seelenverkäufer
- 1919 : Der Terministenklub
- 1919 : Die Damen mit den Smaragden
- 1919 : Marionetten der Leidenschaft
- 1920 : Anna Karenina
- 1920 : Der Apachenlord
- 1920 : Der Tod im Nacken
- 1920 : Der gelbe Diplomat
- 1920 : Die Erlebnisse der berühmten Tänzerin Fanny Elßler
- 1920 : Die sieben Todsünden
- 1920 : Fakir der Liebe
- 1920 : Kri-Kri, die Herzogin von Tarabac
- 1921 : Aus den Tiefen der Großstadt
- 1921 : Das Mädchen, das wartet
- 1921 : Das Mädel von Picadilly, 1. Teil
- 1921 : Das Mädel von Picadilly, 2. Teil
- 1921 : Das begrabene Ich
- 1921 : Der Sträfling von Cayenne
- 1921 : Die Geliebte des Grafen Varenne
- 1921 : Fasching
- 1921 : Le roman d'une étoile de cinéma
- 1921 : Miss Beryll... die Laune eines Millionärs
- 1921 : Monte Carlo
- 1921 : Trix, der Roman einer Millionärin
- 1922 : Die Ehe der Fürstin Demidoff
- 1922 : Die Geliebte des Königs
- 1922 : Die Kreutzersonate
- 1922 : Die Tochter Napoleons
- 1922 : Erniedrigte und Beleidigte
- 1922 : Graf Festenberg
- 1922 : Tanja, die Frau an der Kette
- 1923 : Auferstehung. Katjuscha Maslowa
- 1923 : Daisy. Das Abenteuer einer Lady
- 1923 : Das Mädel aus der Hölle
- 1923 : Der Herzog von Aleria
- 1923 : Die Männer der Sybill
- 1923 : Irene d'Or
- 1923 : Lyda Ssanin
- 1924 : Der Matrose Perugino
- 1924 : Die Andere
- 1924 : Die Herrin von Monbijou
- 1924 : Nelly, die Braut ohne Mann
- 1925 : Athleten
- 1925 : Der Trödler von Amsterdam
- 1925 : Le secret de la vieille mademoiselle
- 1926 : Le Canard sauvage de Lupu Pick
- 1926 : Der Veilchenfresser
- 1926 : Die lachende Grille
- 1926 : Nixchen
- 1926 : The Beautiful Blue Danube
- 1926 : The Bohemian Dancer
- 1927 : Dancing Vienna
- 1927 : La nuit nuptiale (The Queen Was in the Parlor) de Graham Cutts
- 1927 : Les Tisserands de Friedrich Zelnik
- 1927 : Sandor, Prince vagabond
- 1928 : Der Biberpelz (de)
- 1928 : Heut tanzt Mariett
- 1928 : Mary Lou
- 1928 : Thérèse Raquin de Jacques Feyder
- 1929 : Le Cercle rouge de Friedrich Zelnik
- 1929 : Spiel um den Mann
- 1932 : Die Tänzerin von Sans Souci